# Particuliere Lijnbushouders Organisatie

Buslijnen in Paramaribo

De Particuliere Lijnbushouders Organisatie (PLO) is een organisatie voor lijnbushouders in Suriname.
De PLO bestaat meerdere decennia, minimaal sinds 1987. In de jaren tachtig werd het busvervoer in Suriname geleidelijk aan overgenomen door de particuliere lijnbushouders omdat de publieke busdienst er niet in slaagde om op tijd te rijden. Doordat er weinig alternatieven zijn, is een deel van de bevolking afhankelijk van de bussen en zijn tariefstijgingen, zoals de verdubbeling in 1987, voelbaar in de samenleving. Om de marktprijs te reguleren worden de lijnbushouders gesubsidieerd voor een bedrag waarover de PLO verantwoording moet afleggen. In 2017 werd omgerekend 5,6 miljoen SRD (650.000 euro) subsidie toegekend.